# Dytaster insignis
Dytaster insignis is een kamster uit de familie Astropectinidae.
De wetenschappelijke naam van de soort werd, als Pectinaster insignis, in 1884 gepubliceerd door Edmond Perrier.